# کاف انرژی مستقیم و غیرمستقیم
نیم‌رساناها به دودستۀ کلی تقسیم می‌شوند؛ نیم‌رسانای با کافِ نواریِ مستقیم (به انگلیسی: Direct Band Gap) و کافِ نواریِ نامستقیم (به انگلیسی: Indirect Band Gap). واژۀ «کاف» در زبان فارسی به معنی «شکاف» است.
در نیم‌رسانای با کاف مستقیم، بیشینۀ نوارِ ظرفیت و کمینۀ نوارِ هدایت در تِکانۀ بلوری (Crystal Momentum) یکسانی رخ می‌دهند (شکل‌های زیر را ببینید، شکل دوم). درحالی‌که در نیم‌رسانای با کاف نامستقیم  تکانۀ بلوریِ (k) بیشینۀ نوار ظرفیت با تکانۀ بلوریِ کمینۀ نوار هدایت تفاوت دارد (شکل اول).

نمودار انرژی برحسب تکانۀ کریستال؛ این نیم‌رسانا کاف نواری نامستقیم دارد.

نمودار انرژی برحسب تکانۀ کریستال؛ این نیمه‌رسانا کاف نواری مستقیم دارد.

از جمله نیم‌رساناهای با کاف نامستقیم، سیلیسیوم است. آرسِنید گالیُم ، مثالی از نیم‌رسانا با کاف مستقیم است.
در کاف نواری نامستقیم، وقتی الکترون از نوار هدایت به نوار ظرفیت منتقل می‌شود، دچار تغییر تکانه (اندازه‌حرکت) نیز می‌شود (k تغییر می‌کند) و به‌جای‌اینکه انرژی به‌صورت فوتون منتشر شود، عموماً به صورت فونون به کریستال برمی‌گردد (به صورت گرما تلف می‌شود). فونون، کوانتای (پیمانۀ) انرژی گرمایی (به‌عبارت دقیق‌تر، ارتعاش شبکه) است، مانند فوتون که کوانتای انرژی الکترومغناطیسی است.
مثال خوبی از این موضوع، تفاوت دیود معمولی و دیود نورافشان است؛ در ساخت دیود معمولی از نیم‌رسانا با کاف نامستقیم مانند سیلیکون استفاده می‌شود، درحالی‌که دیود نورافشان از نیم‌رسانا با کاف مستقیم (مانند آرسِنید گالیُم) ساخته می‌شود، و به همین دلیل با عبور جریان، از خود نور تابش می‌کند.